# Enzersdorf an der Fischa
Enzersdorf an der Fischa osztrák mezőváros Alsó-Ausztria Bruck an der Leitha-i járásában. 2022 januárjában 3491 lakosa volt. 

## Elhelyezkedése

Enzersdorf an der Fischa a Bruck an der Leitha-i járásban

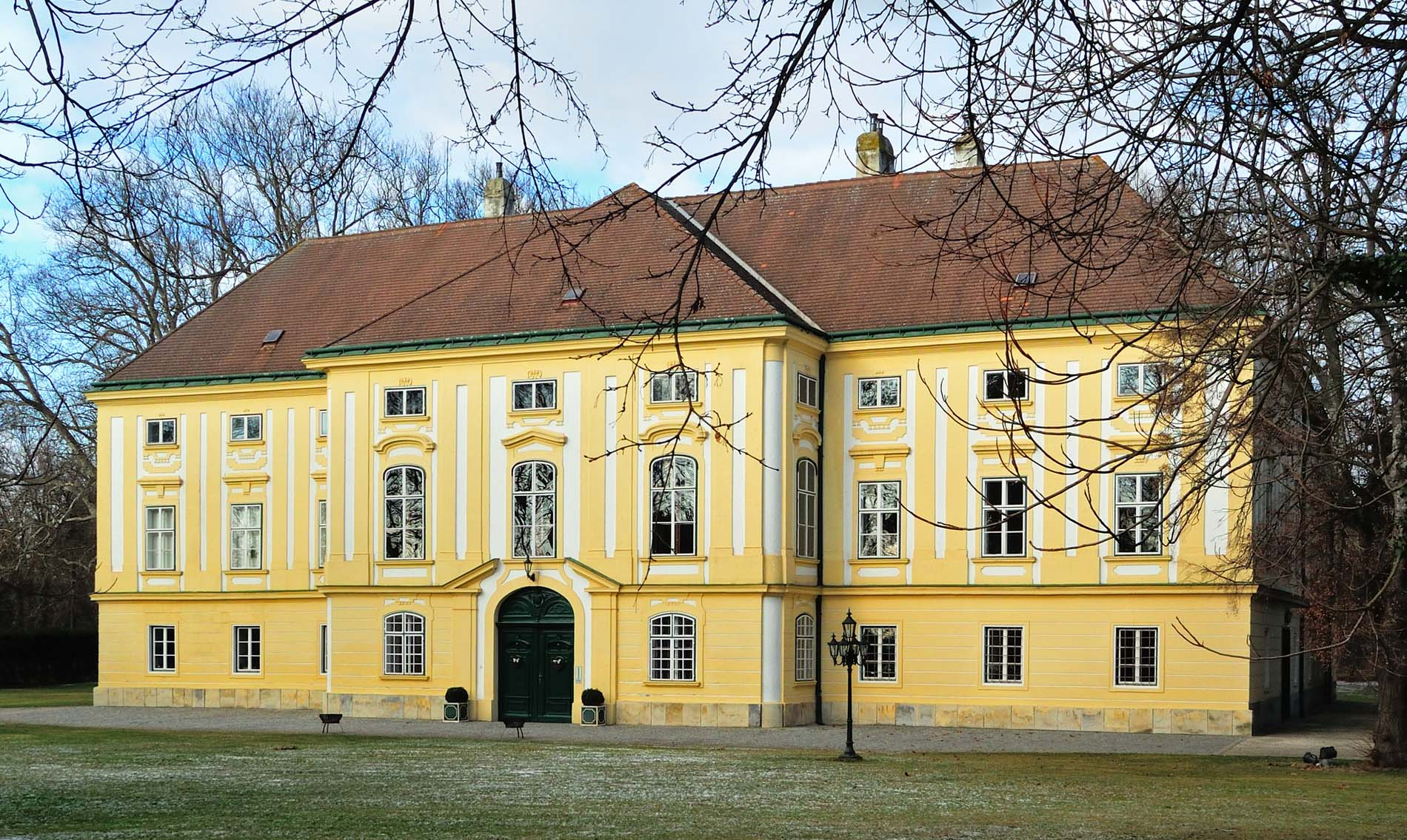
A Margareten am Moos-i kastély

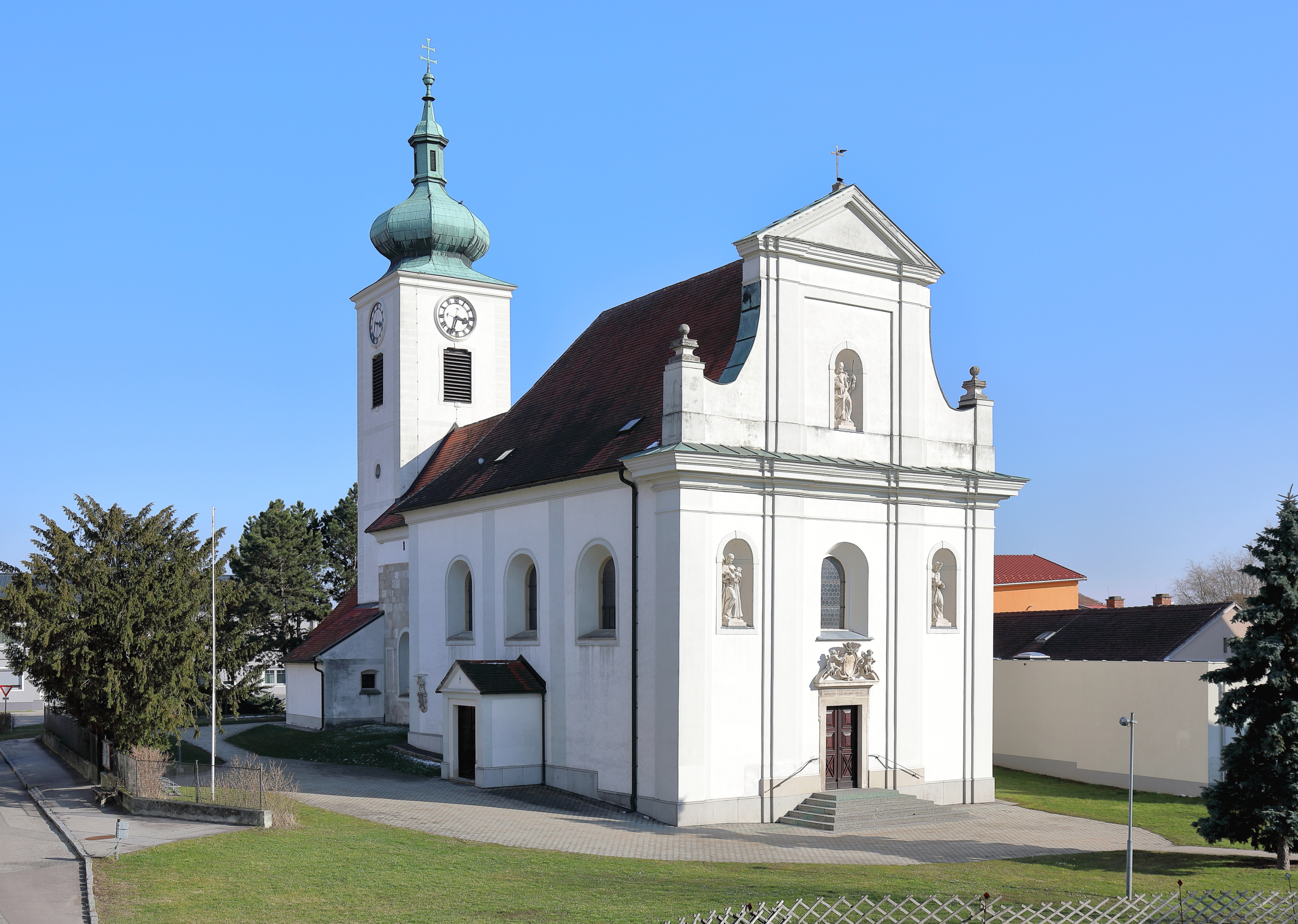
A Szt. Tamás-plébániatemplom

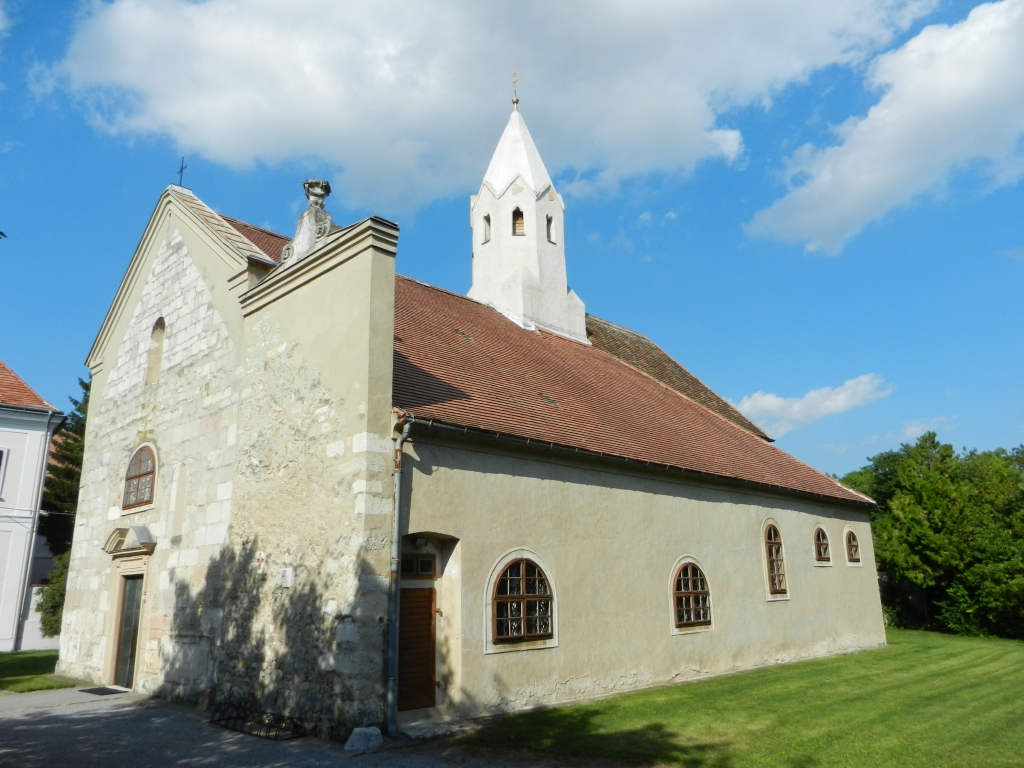
Az Antiochiai Szt. Margit-plébániatemplom

Enzersdorf an der Fischa a tartomány Industrieviertel régiójában fekszik, a Bécsi-medencében, a Fischa folyó mentén. Területének 15,9%-a erdő, 69,5% áll mezőgazdasági művelés alatt. Az önkormányzat két települést egyesít: Enzersdorf an der Fischa (2099 lakos 2022-ben) és Margarethen am Moos (1392 lakos).
A környező önkormányzatok: északra Fischamend, északkeletre Haslau-Maria Ellend, keletre Göttlesbrunn-Arbesthal, délkeletre Trautmannsdorf an der Leitha., délre Götzendorf an der Leitha, délnyugatra Ebergassing, nyugatra Schwadorf, északnyugatra Klein-Neusiedl.

## Története
A mezőváros területe az ókorban Pannonia római provinciához tartozott. Enzersdorfot 1050-ben említik először írásban, Margarethen am Moost pedig 1045-ben. Margarethen vára a 11. században épült. 1760-ban akkori tulajdonosa, Batthyány-Strattmann Fülöp herceg kastéllyá építette át. 
1927-ben súlyos földrengés rongálta meg a két falu épületeit. 1970-ben Enzersdorf és Margarethen am Moos Enzersdorf an der Fischa néven egyesült, amely 1985-ben megkapta a mezővárosi státuszt.

## Lakosság
Az Enzersdorf an der Fischa-i önkormányzat területén 2022 januárjában 3491 fő élt. A lakosságszám 1961 óta gyarapodó tendenciát mutat. 2020-ban az ittlakók 89,3%-a volt osztrák állampolgár; a külföldiek közül 1,7% a régi (2004 előtti), 4,7% az új EU-tagállamokból érkezett. 3,2% az egykori Jugoszlávia (Szlovénia és Horvátország nélkül) vagy Törökország, 1,2% egyéb országok polgára volt. 2001-ben a lakosok 76,7%-a római katolikusnak, 2,3% evangélikusnak, 1,1% ortodoxnak, 1,3% mohamedánnak, 16,4% pedig felekezeten kívülinek vallotta magát. Ugyanekkor 12 magyar élt a mezővárosban; a legnagyobb nemzetiségi csoportot a németek (94,6%) mellett a szerbek alkották 0,9%-kal.
A népesség változása:

| 2016 | 3 111 |
| 2018 | 3 163 |

## Látnivalók
- a Margarethen am Moos-i kastély
- az enzersdorfi Szt. Tamás-plébániatemplom
- a margaretheni Antiochiai Szt. Margit-plébániatemplom
- az 1744-ben épült plébánia
- az 1721-ben emelt Szentháromság-oszlop
- az 1736-ban emelt Mária-oszlop

## Fordítás
- Ez a szócikk részben vagy egészben  az   Enzersdorf an der Fischa című német Wikipédia-szócikk ezen változatának fordításán alapul.  Az eredeti cikk szerkesztőit annak laptörténete sorolja fel. Ez a jelzés csupán a megfogalmazás eredetét és a szerzői jogokat jelzi, nem szolgál a cikkben szereplő információk forrásmegjelöléseként.